# Büren (Westfalen)
Büren település Németországban, azon belül Észak-Rajna-Vesztfália tartományban. Lakosainak száma 21 524 fő (2023. december 31.). Büren Geseke, Salzkotten, Bad Wünnenberg, Brilon és Rüthen községekkel határos.

## Népesség
A település népességének változása:
| Lakosok száma | 17 352 | 21 577 | 21 513 | 21 556 | 21 328 | 21 483 | 21 524 |
|               | 1975   | 2014   | 2017   | 2019   | 2021   | 2022   | 2023   |